# Liste der Gesundheitsminister Italiens
Als Ministro della salute (deutsch „Gesundheitsminister“) wird in Italien der Leiter des Gesundheitsministeriums (Ministero della Salute) bezeichnet.
Dies ist eine Liste der Gesundheitsminister Italiens seit 1958.
| Minister                  | Bild | Lebensdaten | Amtsbeginn        | Amtsende          | Partei                                   |
| ------------------------- | ---- | ----------- | ----------------- | ----------------- | ---------------------------------------- |
| Vincenzo Monaldi          |      | 1899–1969   | 14. August 1958   | 15. Februar 1959  | Democrazia Cristiana                     |
| Camillo Giardina          |      | 1907–1985   | 15. Februar 1959  | 21. Februar 1962  | Democrazia Cristiana                     |
| Angelo Raffaele Jervolino |      | 1890–1985   | 21. Februar 1962  | 4. Dezember 1963  | Democrazia Cristiana                     |
| Giacomo Mancini           |      | 1916–2002   | 4. Dezember 1963  | 22. Juli 1964     | Partito Socialista Italiano              |
| Luigi Mariotti            |      | 1912–2004   | 22. Juli 1964     | 24. Juni 1968     | Democrazia Cristiana                     |
| Ennio Zelioli-Lanzini     |      | 1899–1976   | 24. Juni 1968     | 12. Dezember 1968 | Democrazia Cristiana                     |
| Camillo Ripamonti         |      | 1919–1997   | 12. Dezember 1968 | 23. März 1970     | Democrazia Cristiana                     |
| Luigi Mariotti            |      | 1912–2004   | 27. März 1970     | 17. Februar 1972  | Democrazia Cristiana                     |
| Athos Valsecchi           |      | 1919–1985   | 17. Februar 1972  | 26. Juni 1972     | Democrazia Cristiana                     |
| Remo Gaspari              |      | 1921–2011   | 26. Juli 1972     | 7. Juli 1973      | Democrazia Cristiana                     |
| Luigi Gui                 |      | 1914–2010   | 7. Juli 1973      | 14. März 1974     | Democrazia Cristiana                     |
| Vittorino Colombo         |      | 1925–1996   | 14. März 1974     | 23. November 1974 | Democrazia Cristiana                     |
| Antonino Pietro Gullotti  |      | 1922–1989   | 23. November 1974 | 12. Februar 1976  | Democrazia Cristiana                     |
| Luciano Dal Falco         |      | 1925–1992   | 12. Februar 1976  | 11. März 1978     | Democrazia Cristiana                     |
| Tina Anselmi              |      | 1927–2016   | 11. März 1978     | 4. August 1979    | Democrazia Cristiana                     |
| Renato Altissimo          |      | 1940–2015   | 4. August 1979    | 4. April 1980     | Partito Liberale Italiano                |
| Aldo Aniasi               |      | 1921–2005   | 4. April 1980     | 26. Juni 1981     | Partito Socialista Italiano              |
| Renato Altissimo          |      | 1940–2015   | 28. Juni 1981     | 4. August 1983    | Partito Liberale Italiano                |
| Costante Degan            |      | 1930–1988   | 4. August 1983    | 1. August 1986    | Democrazia Cristiana                     |
| Carlo Donat-Cattin        |      | 1919–1991   | 1. August 1986    | 22. Juli 1989     | Democrazia Cristiana                     |
| Francesco De Lorenzo      |      | 1938 –      | 22. Juli 1989     | 28. April 1993    | Partito Liberale Italiano                |
| Maria Pia Garavaglia      |      | 1947 –      | 28. April 1993    | 10. Mai 1994      | Democrazia Cristiana                     |
| Raffaele Costa            |      | 1936 –      | 10. Mai 1994      | 17. Januar 1995   | Forza Italia                             |
| Elio Guzzanti             |      | 1920–2014   | 17. Januar 1995   | 17. Mai 1996      | Parteilos                                |
| Rosy Bindi                |      | 1951 –      | 17. Mai 1996      | 25. April 2000    | La Margherita                            |
| Umberto Veronesi          |      | 1925–2016   | 25. April 2000    | 11. Juni 2001     | Parteilos                                |
| Girolamo Sirchia          |      | 1933 –      | 11. Juni 2001     | 23. April 2005    | Parteilos                                |
| Francesco Storace         |      | 1959 –      | 23. April 2005    | 10. März 2006     | Alleanza Nazionale                       |
| Silvio Berlusconi         |      | 1936–2023   | 10. März 2006     | 17. Mai 2006      | Forza Italia                             |
| Livia Turco               |      | 1955 –      | 17. Mai 2006      | 8. Mai 2008       | Partito Democratico                      |
| Ferruccio Fazio           |      | 1944 –      | 8. Mai 2008       | 16. November 2011 | Popolo della Libertà                     |
| Renato Balduzzi           |      | 1955 –      | 16. November 2011 | 28. April 2013    | Parteilos                                |
| Beatrice Lorenzin         |      | 1971 –      | 28. April 2013    | 1. Juni 2018      | Popolo della Libertà/ Nuovo Centrodestra |
| Giulia Grillo             |      | 1975 –      | 1. Juni 2018      | 5. September 2019 | Movimento 5 Stelle                       |
| Roberto Speranza          |      | 1979 –      | 5. September 2019 | 22. Oktober 2022  | Articolo 1                               |
| Orazio Schillaci          |      | 1966 –      | 22. Oktober 2022  | amtierend         | Parteilos                                |